# 马萨与卡拉拉公国
马萨与卡拉拉公国（義大利語：Ducato di Massa e Principato di Carrara），正式名稱為馬薩公國與卡拉拉親王國是一个曾经存在的公国，封邑为马萨城与卡拉拉城。现在，该地属于意大利的马萨-卡拉拉省。